# Ким Гаён
Ким Гаён (кор. 김가영, кит. 金佳英; род. 2 декабря 1991 года) — южнокорейская актриса.
Дебютировав в 2011 году в качестве певицы в гёрл-группе Stellar, Гаён закончила карьеру айдола в августе 2017 года, когда её контракт с агентством группы был расторгнут.

## Биография
Ким Гаён родилась 2 декабря 1991 года в Сеуле. Её младший брат, Ким Сан Пё (род. 1994) — южнокорейский бейсболист. Обучалась в Университете Сонгюнгван.

## Карьера

### 2010—17: Дебют в Stellar
До своего дебюта в качестве айдола Гаён стала известна благодаря появлению в шоу «1 ночь и 2 дня», благодаря чему получила прозвище «девочка из старшей школы Кугак». Позднее с ней связались представители The Pascal Entertainment и подписали с ней эксклюзивный контракт на продвижение в качестве актрисы и певицы, тем самым анонсируя дебют новой гёрл-группы. Будущий коллектив продюсировал один из участников Shinhwa, Эрик Мун, и они получили известность ещё до официального дебюта.
Stellar дебютировали 28 августа 2011 года с цифровым синглом «Rocket Girl», однако из-за того, что первые два года группа не имела успеха, а Эрик Мун покинул агентство, The Pascal Entertainment испытывали значительные финансовые трудности, поэтому было принято решение кардинально изменить концепцию группы и в последующих релизах использовать сексуальный и провокационный концепт, который постоянно подвергался осуждению со стороны публики. Кроме того, агентство целенаправленно публиковало тизеры участниц в провокационных нарядах без их разрешения, и за 7 лет деятельности в группе каждая заработала около 9 тысяч долларов. 23 августа 2017 года Гаён покинула группу, так как её контракт с The Pascal Entertainment подошёл к концу.

### 2018 — настоящее время: Актёрская карьера
В 2018 году стало известно, что Гаён открыла собственное кафе. 1 октября 2019 года она подписала контракт с Inyeon Entertainment, чтобы продвигаться в качестве актрисы. В октябре 2020 года состоялась премьера шоу «Мисс Бэк», где Гаён была одной из участниц.

## Фильмография
| Год  |   | Русское название               | Оригинальное название     | Роль      |
| ---- | - | ------------------------------ | ------------------------- | --------- |
| 2011 | с | Шпионка Мён Воль               | Spy Myung-wol             | Чу Кёнджу |
| 2014 | с | Доктор Фрост                   | Dr.Frost                  | Дарэ      |
| 2015 | с | Возраст Супермена              | The Superman Age          | Камео     |
| 2015 | с | Кто ты: Школа 2015             | Who Are You: School 2015  | Камео     |
| 2017 | с | Синие поднять, белые опустить  | Blue Up, White Down       | Джина     |
| 2017 | с | Следы рук                      | Traces of the Hand        | Камео     |
| 2017 | с | Девичья война                  | Girls’ War                | Тэхи      |
| 2017 | с | Скандал в Чхондам-доне         | Calm Down Cheongdong      | Гаён      |
| 2018 | с | Чосонский конкурс красоты      | Joseon's Beauty Pageant   | Гаён      |
| 2018 | с | Ённам-дон 539                  | Yeonnam-dong 539          | Су Ён     |
| 2018 | с | Любовь с тобой настоящая       | Love is Actually with You | Гаыль     |
| 2018 | с | Головоломки бога: Перезагрузка | God's Quiz: Reboot        | Репортёр  |
| 2019 | с | Романтическая история Нок-ту   | The Tale of Nokdu         | Гукхва    |

## Награды и номинации
| Год  | Церемония            | Номинируемая работа             | Номинация                    | Результат | Ссылка |
| ---- | -------------------- | ------------------------------- | ---------------------------- | --------- | ------ |
| 2017 | Seoul Webfest Awards | «Синие поднять, белые опустить» | Лучшая актриса второго плана | Номинация | [ 11 ] |
| 2017 | Seoul Webfest Awards | «Синие поднять, белые опустить» | Лучший ансамбль              | Номинация | [ 11 ] |
| 2017 | Seoul Webfest Awards | «Синие поднять, белые опустить» | Лучшее драмеди               | Победа    | [ 11 ] |
| 2018 | Seoul Webfest Awards | «Скандал в Чхондам-доне»        | Лучшая актриса второго плана | Номинация | [ 12 ] |